# Kennedy River Bog Park
Kennedy River Bog Park är en park i Kanada.   Den ligger i provinsen British Columbia, i den sydvästra delen av landet, 3 700 km väster om huvudstaden Ottawa. Kennedy River Bog Park ligger 14 meter över havet.
Terrängen runt Kennedy River Bog Park är varierad. Trakten runt Kennedy River Bog Park är nära nog obefolkad, med mindre än två invånare per kvadratkilometer.. Närmaste större samhälle är Ucluelet, 18,0 km söder om Kennedy River Bog Park. 